# Temporada 1960-61 de los Syracuse Nationals
La temporada 1960-61 fue la duodécima de los Syracuse Nationals en la NBA. La temporada regular acabó con 38 victorias y 41 derrotas, ocupando el tercer puesto de la división Este, clasificándose para los playoffs en los que cayeron en las finales de división ante los Boston Celtics.

## Elecciones en elDraft
| Ronda | Puesto | Jugador       | Posición | Nacionalidad   | Universidad      |
| ----- | ------ | ------------- | -------- | -------------- | ---------------- |
| 1     | 5      | Lee Shaffer   | Alero    | Estados Unidos | North Carolina   |
| 2     | 13     | Wilbur Trosch | Pívot    | Estados Unidos | St. Francis (PA) |
| 3     | 21     | Joe Roberts   | Alero    | Estados Unidos | Ohio State       |

## Temporada regular
| División Este           | División Este | División Este | División Este | División Este | División Este | División Este | División Este | División Este |
| Equipo                  | G             | P             | %             | PD            | Casa          | Fuera         | Neutral       | Div           |
| ----------------------- | ------------- | ------------- | ------------- | ------------- | ------------- | ------------- | ------------- | ------------- |
| x-Boston Celtics        | 57            | 22            | .722          | –             | 21–7          | 24–11         | 12–4          | 28–11         |
| x-Philadelphia Warriors | 46            | 33            | .582          | 11            | 23–6          | 12–21         | 11–6          | 22–17         |
| x-Syracuse Nationals    | 38            | 41            | .481          | 19            | 19–9          | 8–21          | 11–11         | 18–21         |
| New York Knicks         | 21            | 58            | .266          | 36            | 10–22         | 7–25          | 4–11          | 10–29         |

## Playoffs

### Semifinales de División
Philadelphia Warriors vs. Syracuse Nationals
| Fecha       | Partido                                           | Ciudad     |
| ----------- | ------------------------------------------------- | ---------- |
| 14 de marzo | Philadelphia Warriors 107, Syracuse Nationals 115 | Filadelfia |
| 16 de marzo | Syracuse Nationals 115, Philadelphia Warriors 114 | Syracuse   |
| 18 de marzo | Philadelphia Warriors 103, Syracuse Nationals 106 | Filadelfia |
|             | Syracuse gana las series 3-0                      |            |

### Finales de División
Boston Celtics vs. Syracuse Nationals
| Fecha       | Partido                                    | Ciudad   |
| ----------- | ------------------------------------------ | -------- |
| 19 de marzo | Boston Celtics 128, Syracuse Nationals 115 | Boston   |
| 21 de marzo | Syracuse Nationals 115, Boston Celtics 98  | Syracuse |
| 23 de marzo | Boston Celtics 133, Syracuse Nationals 110 | Boston   |
| 25 de marzo | Syracuse Nationals 107, Boston Celtics 120 | Syracuse |
| 26 de marzo | Boston Celtics 123, Syracuse Nationals 101 | Boston   |
|             | Boston gana las series 4-1                 |          |

## Estadísticas
| Rk | Jugador        | Edad | P  | PT | MP   | TC  | TCI  | %TC  | 3P | 3PI | %3P | TL  | TLI | %TL  | RO | RD | RT   | AS  | RB | TAP | BP | FP  | PTS  |
| 1  | Dolph Schayes  | 32   | 79 |    | 38.1 | 7.5 | 20.2 | .372 |    |     |     | 8.6 | 9.9 | .868 |    |    | 12.2 | 3.7 |    |     |    | 3.7 | 23.6 |
| 2  | Hal Greer      | 24   | 79 |    | 35.0 | 7.9 | 17.5 | .451 |    |     |     | 3.9 | 5.0 | .774 |    |    | 5.8  | 3.8 |    |     |    | 3.1 | 19.6 |
| 3  | Dick Barnett   | 24   | 78 |    | 26.5 | 6.9 | 15.3 | .452 |    |     |     | 3.1 | 4.3 | .712 |    |    | 3.6  | 2.8 |    |     |    | 2.2 | 16.9 |
| 4  | Larry Costello | 29   | 75 |    | 28.9 | 5.4 | 11.3 | .482 |    |     |     | 3.6 | 4.5 | .799 |    |    | 3.9  | 5.5 |    |     |    | 3.8 | 14.5 |
| 5  | Dave Gambee    | 23   | 79 |    | 26.5 | 5.0 | 12.0 | .419 |    |     |     | 3.7 | 4.5 | .827 |    |    | 7.4  | 1.3 |    |     |    | 3.5 | 13.7 |
| 6  | Red Kerr       | 28   | 79 |    | 33.9 | 5.3 | 13.4 | .397 |    |     |     | 2.8 | 3.8 | .729 |    |    | 12.0 | 2.5 |    |     |    | 2.9 | 13.4 |
| 7  | Barney Cable   | 25   | 75 |    | 21.9 | 3.5 | 7.7  | .463 |    |     |     | 1.0 | 1.4 | .676 |    |    | 6.3  | 1.1 |    |     |    | 3.3 | 8.1  |
| 8  | Al Bianchi     | 28   | 52 |    | 12.8 | 2.3 | 6.6  | .345 |    |     |     | 1.2 | 1.7 | .690 |    |    | 2.0  | 1.8 |    |     |    | 2.6 | 5.7  |
| 9  | Swede Halbrook | 28   | 79 |    | 14.3 | 2.0 | 5.9  | .335 |    |     |     | 1.0 | 1.8 | .543 |    |    | 7.0  | 0.4 |    |     |    | 3.3 | 4.9  |
| 10 | Joe Roberts    | 24   | 68 |    | 11.8 | 1.9 | 5.2  | .370 |    |     |     | 0.9 | 1.5 | .596 |    |    | 3.6  | 0.6 |    |     |    | 1.8 | 4.7  |
| 11 | Cal Ramsey     | 23   | 2  |    | 13.5 | 1.0 | 5.5  | .182 |    |     |     | 1.0 | 2.0 | .500 |    |    | 3.5  | 1.5 |    |     |    | 3.5 | 3.0  |
| 12 | Ernie Beck     | 29   | 3  |    | 6.7  | 1.0 | 2.7  | .375 |    |     |     | 0.3 | 0.7 | .500 |    |    | 3.7  | 0.7 |    |     |    | 1.3 | 2.3  |

## Galardones y récords
| Jugador        | Galardón                    |
| Dolph Schayes  | 2º Mejor quinteto de la NBA |
| Larry Costello | 2º Mejor quinteto de la NBA |